# Underground v Nové Vísce
Nová Víska u Kadaně byla sídlem undergroundové komunity v socialistickém Československu v letech 1978–1980. 

## Kontext
Jedním z center tzv. druhé kultury v Československu byly severní Čechy. Hlavní dění mělo centrum v Teplicích, ale protože se v zanedbaných Sudetech daly levně pořídit domy na samotách, objevovala se i další centra (např. Řepčice na Litoměřicku nebo Rychnov na Děčínsku). Jedním z nich byl i tzv. Barell House na předměstí Chomutova u Kamencového jezera. Tam organizoval koncerty (jako soukromé akce) Miroslav Skalický, který se do Chomutova přistěhoval v roce 1968. Do Barell Hausu se brzy sjíždělo více než sto lidí. Dům byl vyvlastněn v roce 1978 za účelem stavby zooparku. V té době už ale existoval alternativní plán na vytvoření komunitního centra v Nové Vísce. Vendelín Laurenčík a Ivan Černega na sebe v březnu 1978 za peníze 12 členů chomutovské komunity (po pěti tisících Kč) zakoupili starý dům v této zapadlé vísce u tehdy již značně zdevastovaného Prunéřova.

## Komunita
Dům v Nové Vísce musel být upraven pro nový účel. Ze tří obytných místností bylo v domě postupně vytvořeno místností jedenáct, byla přivedena elektřina, jedna ze stodol byla upravena na koncertní sál s kantýnou a vybavena klavírem a zvukovou aparaturou. Členové komunity se skládali na společné živobytí, každý dával 10 Kčs denně na potraviny a nutné výdaje, při příležitosti akce se platilo mezi 20 a 50 Kčs podle nákladů na cestovné kapelám. Koncertovaly jak pozvané kapely, tak hudební uskupení, které vznikaly v noci během akce a k ránu zase zanikaly. Na Silvestra 1978 zde byl uspořádán Čtvrtý festival druhé kultury trvající tři dny, na něm hrála mj. i kapela DG 307, která přijela v následujícím roce hned dvakrát. U vstupu na usedlost měla kontrolní bod Veřejná bezpečnost, která si vedla pečlivou evidenci a některé účastníky akcí odvážela do Chomutova k výslechu. Pravidelným hostem komunity byl Ivan M. Jirous.  V říjnu 1979 se mu podařilo na Nové Vísce uspořádat po roce a půl první plnohodnotný koncert skupiny The Plastic People of the Universe s programem Jak bude po smrti.

## Časopis Vokno
Důležitým počinem komunity v Nové Vísce byl vznik undergroundového časopisu Vokno z iniciativy Františka Stárka v roce 1979. Ten přinášel literární příspěvky členů undergroundu a překlady, byl platformou pro výměnu názorů a informoval o proběhlých akcích.  V prvním čísle byla také Karlem Havelkou (K "Kocour" H) zhodnocena silvestrovská akce na Baráku s fotografiemi. Redakce také záhy vydávala knihy ve stejnojmenné samizdatové edici.

## Vyvlastnění
Na podzim 1979 přišla první obsílka o vyvlastnění, avšak majitelé se odvolali. Tím získali čas na případné zakoupení nové nemovitosti. Pravděpodobně na nátlak státní bezpečnosti však vždy prodávající od obchodu ustoupili. Mnoho členů komunity volilo jako alternativu emigraci s vidinou založení komunity v Rakousku. V září 1980 byl proces vyvlastnění ukončen a v lednu 1981 byly odevzdány klíče.